# ドラゴンの谷
ドラゴンの谷（ドラゴンのたに）は、2009年に発売された児童向けファンタジー小説のシリーズ。2007年のイギリスの児童文学『Dragonsdale』の和訳で、原著者はサラマンダ・ドレイク、翻訳は今居美月。表紙・挿絵は田上俊介による。

## 概要
ドラゴンや、ワイバーン、人魚などの住む島の、ドラゴン育成牧場が舞台。馬や犬のように身近な存在としてドラゴンが描かれている。著者サラマンダ・ドレイクは主人公と同じ島に住む架空の人物とされている。

## あらすじ
第一巻『ドラゴンの谷 舞え、大空へ』
主人公カーラはドラゴンの飼育・育成をするドラゴン牧場の娘。
一緒に育ったドラゴン、スカイダンサーに乗って飛びたいと思っているが、牧場主である父ヒューは、娘の身をあんじるあまり、決してそれを許さなかった。
そんなある日、ドラゴン品評会でドラゴンを鞭うっていた領主の娘ホーテンスを見つけたカーラは、それを止めようと、思わず手を出してしまう。
カーラに恨みを抱いたホーテンスは、仕返しをしようと、権力者である父に頼み、カーラからスカイダンサーを奪い取ろうとする。しかし、スカイダンサーは、試乗したホーテンスを振り落としてしまう。ホーテンスはスカイダンサーを殺せと騒ぎ立てるが、カーラはその騒ぎの間にこっそりとスカイダンサーを連れて、危険な荒野に家出していくのだった。

## 登場人物
カーラ
主人公の女の子。ドラゴン育成牧場『ドラゴンズデール＜ドラゴンの谷＞』の娘。
愛竜はスカイダンサー。
ブリーナ
主人公の親友。警備隊に入隊したいと思っている。
愛竜はムーンフライト。
ドレイン
ドラゴンズデイルに来た、新しい厩務員。
ホーテンス
領主の娘。自分の思うようにいかないと気がすまない。
ロナン
カーラの友達の人魚。人間を嫌っていた。

## シリーズ
- 『ドラゴンの谷 舞え、大空へ』学研教育出版、2009年、ISBN 978-4-05-203066-6
- 『ドラゴンの谷 嵐を越えて』学研教育出版、2010年、ISBN 978-4-05-203068-0